# خطأ عددي

السلاسل الزمنية للمعامل m = 2.0 والتي تُظهر الخطأً العددي

خطأ عددي في هندسة البرمجيات والرياضيات، الخطأ العددي هو الخطأ في الحسابات العددية.

## الأنواع
يمكن أن يكون التأثير المشترك لنوعين من الخطأ في الحساب:
- الدقة المحدودة للحسابات التي تنطوي على قيم الفاصلة العائمة أو القيم الصحيحة.
- خطأ الاقتطاع وهو الفرق بين الحل الرياضي الدقيق والحل التقريبي الذي تم الحصول عليه عند إجراء التبسيط للمعادلات الرياضية لجعلها أكثر قابلية للحساب. يأتي مصطلح الاقتطاع من حقيقة أن هذه التبسيط عادة ما تتضمن اقتطاع توسيع سلسلة لانهائية لجعل الحساب ممكنًا وعمليًا، أو لأنه يتم التخلص من الأجزاء الأقل أهمية في العملية الحسابية.[2]

## القياس
يتم قياس الخطأ العددي للفاصلة العائمة بوحدة ULP (الوحدة في المكان الأخير).